# Col de Vergio
Le col de Vergio (en corse Bocca à Verghju) est un col de Corse entre Corte et Vico. Il relie ainsi Albertacce dans le Niolo (En-Deçà-des-Monts) à Évisa dans les Deux-Sevi (Au-Delà-des-Monts). Il est le col routier le plus haut de l'île.
Il est, avec les cols de Vizzavona, Verde et Bavella, l'un des quatre « grands cols » de Corse, permettant de relier les deux versants de l'île par l'intérieur.

## Géographie

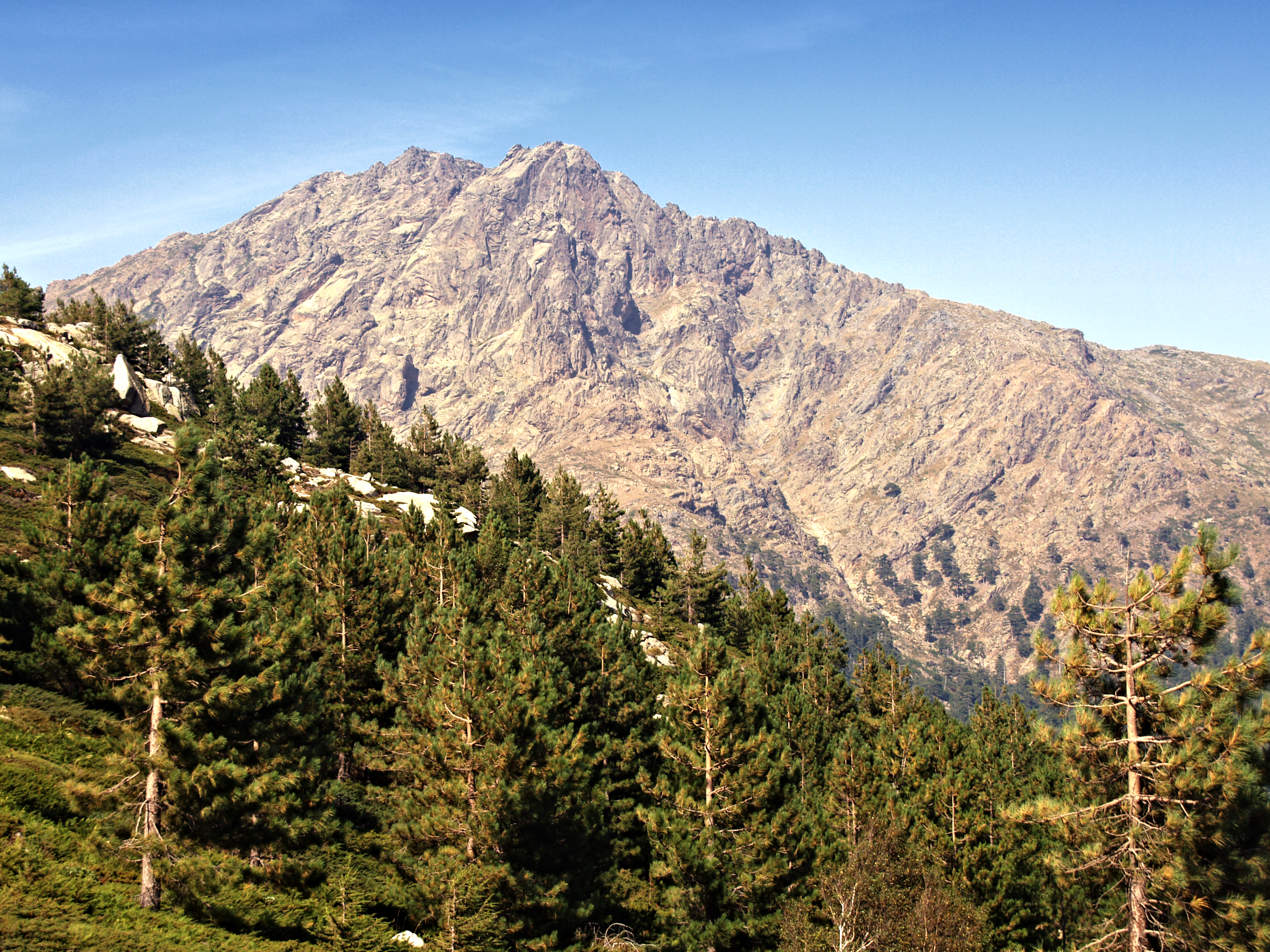
Vue des Punte Licciola et Castelluccia.

Situé dans la partie occidentale du parc naturel régional de Corse, le col de Vergio fait communiquer la vallée du Golo avec celle du Porto, et par suite le Centre de la Corse (Centru di Corsica), le nord et l'est de l'île (Bastia avec le golfe de Porto.
D'une altitude de 1 477 mètres, il est le plus haut col de Corse. Il est situé sur une arête entre la Punta de Cricche (2 057 m) du massif du Cinto au nord et Capu a Rughja (1 712 m) du massif du Rotondo au sud-est. 
Les deux versants du col sont boisés : la forêt de Valdu Niellu et la forêt d'Aïtone, toutes deux forêts territoriales, comptent parmi les plus vastes de l'île. Si le col lui-même est dénudé car balayé par les vents d'Ouest dominants, ses abords rocailleux sont couverts de pins laricio (pinu lariciu ou pinu larice ou a large en langue corse), de hêtres (faiu ou faghu) et de genévriers nains (ghjinarga ou saina).
Il est franchi par la route départementale 84, artère désenclavant le Niolo et passant par les remarquables sites que sont le défilé de la Scala di Santa Regina à l'Est et les Gorges de Spelunca à l'Ouest. Le col est franchissable toute l'année. L'hiver le PC Neige de Corte informe les usagers de la route qui veulent franchir le col. Ce sont les services de l'Équipement de Corte qui assurent le déneigement des routes côté Haute-Corse.
Le col est aussi traversé par le sentier de grande randonnée Mare a mare Nord, reliant Evisa à Albertacce les deux villages les plus proches. D'autres sentiers partant du col permettent de rejoindre le GR 20. Une buvette, installée durant la belle saison, permet aux visiteurs et randonneurs de se désaltérer.

## Histoire
Le col de Vergio est dominé par la statue du Christ Roi, monolithe de granite rose pesant 25 tonnes, haut de 6 mètres et 9,50 m avec son socle. Cette statue monumentale est l'œuvre du sculpteur corse Noël Bonardi. Elle orne le col depuis 1984.

## Activités
Le col de Vergio est un remarquable poste de guet. Durant toute la période critique de lutte contre les incendies, des agents du parc naturel régional de Corse et des deux départements de Haute-Corse et de Corse-du-Sud, sapeurs-forestiers de l'ONF, assument en permanence des missions de surveillance des deux vallées, chacun pour ce qui le concerne.
L'été venu, des cyclistes étrangers en groupes, surtout italiens, sont nombreux à monter le col en passant par la forêt d'Aïtone sur le versant est, car le parcours moins pentu, est ombragé, frais et peu fréquenté par les véhicules, et redescendent sur Évisa, sur le versant occidental.
À environ 1,5 km sous le col, sur son versant oriental, au lieu-dit Castellu di Vergio, se trouve la station de ski de Vergio. Sur l'autre versant, en descendant sur Évisa, le village de vacances d'Aïtone (Paesolu d'Aïtone) ouvrait autrefois des pistes de ski de fond en hiver.